# Breu Inter Caetera de 1493
El breu (document pontifici de menor entitat que una butlla)  Inter Caetera  va ser atorgat pel papa Alexandre VI amb data de 3 de maig de 1493 a favor de Ferran II d'Aragó i Isabel I de Castella, reis de la Corona de Castella i la Corona d'Aragó.
Aquest breu, redactat poc després de la tornada de Cristòfor Colom del seu primer viatge a Amèrica, es considera la primera i més antiga de les Butlles Alexandrines. Es creu que va ser escrit a l'abril i enviat als Reis Catòlics el 17 de maig.
El Papa atorga a "els reis de Castella i Lleó" el domini sobre "cadascuna de les terres i illes ja citades, així les desconegudes com les fins ara descobertes pels vostres enviats i les que es descobreixin en endavant, que sota el domini d'altres senyors cristians no estiguin constituïdes en el temps present ". El text no esmenta línia de demarcació ni cap altra forma de limitar els nous dominis ultramarins de Castella i Lleó. D'altra banda, només fa referència a Portugal per dir que els Reis Catòlics gaudiran en els seus nous territoris dels mateixos privilegis atorgats als reis de Portugal "en les parts d'Àfrica, Guinea i la Mina d'Or "a butlles de papes anteriors.
El Papa també va assignar per aquest breu a Castella i Lleó el monopoli del comerç amb les noves terres, prohibint a tots els cristians navegar a elles sense llicència dels Reis Catòlics, sota pena d'excomunió. En contrapartida, els va imposar als reis l'obligació d'enviar missioners per convertir les poblacions descobertes a "la fe catòlica".
El manuscrit original del breu promulgat es troba a l'Arxiu d'Índies de Sevilla.